# Al-Yamâma

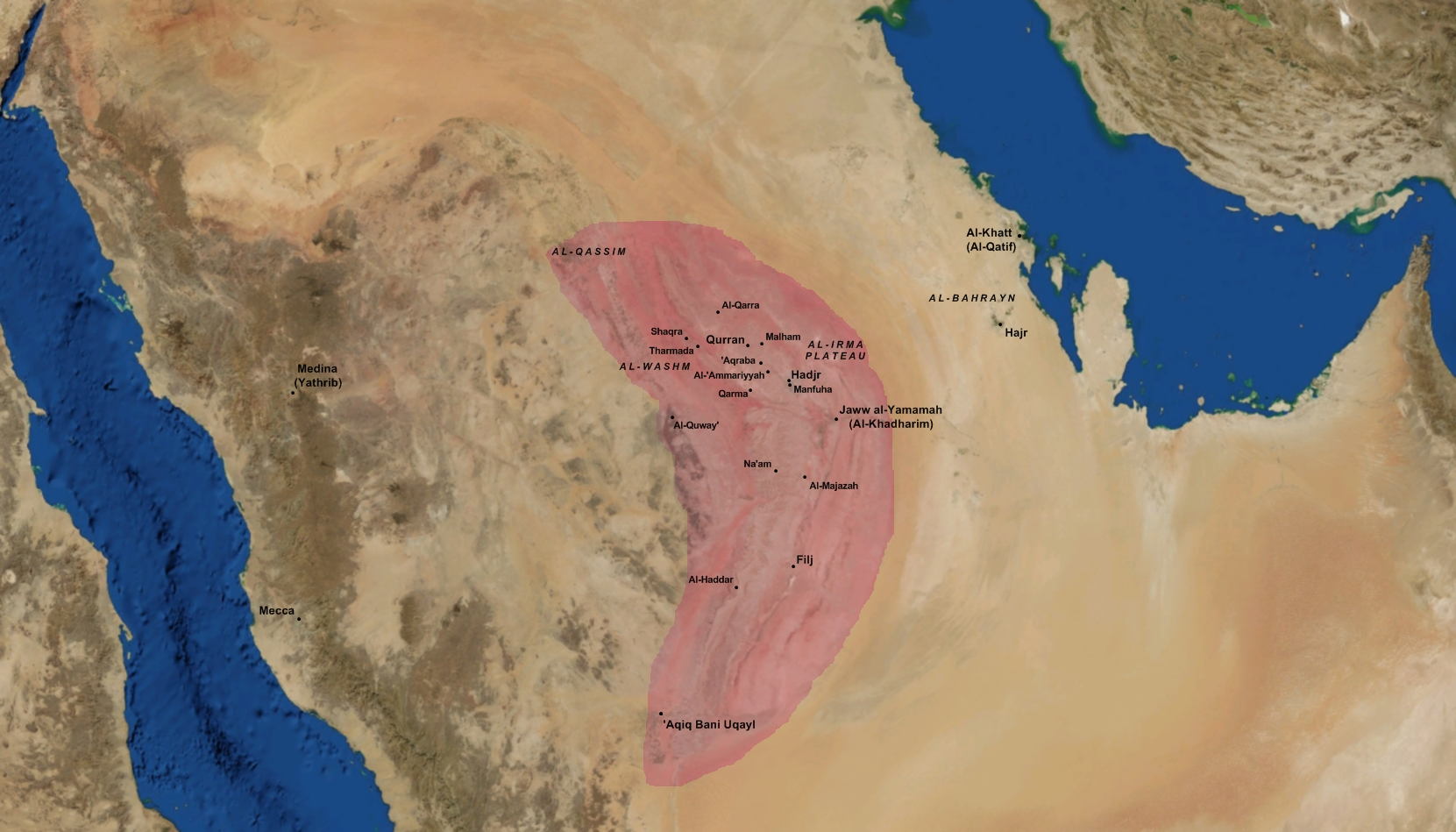
Estimation de la région d'Al-Yamâma, selon des historiens Yaqut (XIIIe siècle) et al-Hamadani (Xe siècle, au début de l'Islam)

Al-Yamâma (en arabe : الْيَمَامَةُ), ou Al-Yamamah, est une ville d'Arabie saoudite située dans le gouvernorat d'Al Khardj dans la province de Riyadh. C'est aussi le nom d'une ancienne région, englobant la ville contemporaine, et située à l'est du plateau du Nedjd.

## Géographie
Al-Yamâma est ville située dans le gouvernorat d'Al Khardj dans la province de Riyadh. La ville est localisée dans la région du Nejd.
En 1980, sa population est estimée à 50 000 habitants.

## Histoire
Lors de la période pré-islamique, Al-Yamâma désigne une vaste région du Nedjd dont la ville de Hadjr (en), proche de la future Riyadh, est la principale ville. La région est peuplée de membres de la tribu Banu Hanifa qui arrivent du Hedjaz vers le début du VIIe siècle. 
L'économie de la région est basée sur l'agriculture, avec des cultures des dattes et des céréales (blé et orge). Le massif montagneux voisin du djebel Tuwaiq abrite aussi de nombreuses mines (or, argent, antimoine, sel) dont l'exploitation enrichit les populations. Les habitants conduisent les caravanes perses qui voyagent entre le Yémen et l'Iraq sassanide.
Une délégation de membres de la tribu, dont Musaylima al-Hanafi, se rend à Médine pour rencontrer Mahomet, le prophète de l'islam. À leur retour de Médine, Musaylima renonce à l'islam et se déclare lui aussi prophète. Les membres de la tribu sont autorisés à boire de l'alcool et à ne pas prier. Conséquence de ce soutien à un prophète concurrent, la sîra de Mahomet, une biographie de ce dernier, décrit les habitants d'al-Yamâma comme des bédouins simplets.
À la mort de Mahomet en 632, les troupes musulmanes du calife Abou Bakr As-Siddiq se lancent dans les « guerres d'apostasie » contre certaines tribus arabes qui n'acceptent pas le nouveau calife, refusent de lui payer un impôt et suivent d'autres chefs religieux. Les troupes attaquent la région et tuent Musaylima en décembre 632 lors d'une bataille.
En 865, Ismaïl al-Ukhaïdhir, de la tribu des Banu al-Ukhaïdhir, prend le contrôle d'une partie du Hedjaz, dont La Mecque. Il meurt en 866 et son frère, Mohammed al-Ukhaïdhir (né en 825 ou 826), lui succède à la tête de la tribu. Toutefois, le calife abbasside Al-Mutazz envoie des soldats de l'Ushrusaniyya (en) les déloger de La Mecque et les Al-Ukhaïdhir s'enfuient vers Al-Yamâma où ils s'établissent et fondent un émirat. Le siège de l'émirat est dans la ville d'al-Khidhrima. Cet exil est aussi lié à l'épuisement des mines de la région et la baisse de l'activité commerciale qui en découle.
Lors d'un de ses voyages, Nasir e Khosraw visite la région d'Al-Yamama en 1051. Il décrit les habitants de l'émirat comme des chiites zaydistes. Cette assertion est étonnante car les autres zaydistes s'intéressent peu à eux et qu'il ne semble pas y avoir de séminaire zaydiste à Al-Yamama. Khosraw note aussi que la dynastie peut compter sur 300 à 400 cavaliers pour sa défense.
La tribu des al-Ukhaïdhir perd le contrôle de la région vers le XIe siècle, probablement remplacée par les Banu Kilab (en).
Le siège de la cour royale d'Arabie saoudite à Riyad, porte le nom de palais d'Al-Yamamah.
À l'époque contemporaine, Al-Yamâma est une ville de la banlieue d'Al Khardj.